# Geras (Austria)
Geras è un comune austriaco di 1 356 abitanti nel distretto di Horn, in Bassa Austria; ha lo status di città (Stadtgemeinde).